# Фостон (Міннесота)
Фостон (англ. Fosston) — місто (англ. city) в США, в окрузі Полк штату Міннесота. Населення — 1434 особи (2020).

## Географія
Фостон розташований за координатами 47°35′7″ пн. ш. 95°45′10″ зх. д. / 47.58528° пн. ш. 95.75278° зх. д. (47.585142, -95.752685).  За даними Бюро перепису населення США в 2010 році місто мало площу 4,43 км², з яких 4,39 км² — суходіл та 0,04 км² — водойми. В 2017 році площа становила 5,43 км², з яких 5,10 км² — суходіл та 0,32 км² — водойми.

## Демографія
Згідно з переписом 2010 року, у місті мешкало 1527 осіб у 670 домогосподарствах у складі 367 родин. Густота населення становила 345 осіб/км².  Було 750 помешкань (169/км²).
Расовий склад населення:
| - 94,0 % — білих - 2,9 % — корінних американців - 0,4 % — азіатів |

До двох чи більше рас належало 2,8 %. Частка іспаномовних становила 2,2 % від усіх жителів.
За віковим діапазоном населення розподілялося таким чином: 25,5 % — особи молодші 18 років, 48,5 % — особи у віці 18—64 років, 26,0 % — особи у віці 65 років та старші. Медіана віку мешканця становила 43,0 року. На 100 осіб жіночої статі у місті припадало 88,3 чоловіків;  на 100 жінок у віці від 18 років та старших — 78,9 чоловіків також старших 18 років.
Середній дохід на одне домашнє господарство  становив 43 659 доларів США (медіана — 31 204), а середній дохід на одну сім'ю — 60 803 долари (медіана — 49 792). Медіана доходів становила 40 500 доларів для чоловіків та 30 764 долари для жінок. За межею бідності перебувало 20,7 % осіб, у тому числі 25,4 % дітей у віці до 18 років та 22,4 % осіб у віці 65 років та старших.
Цивільне працевлаштоване населення становило 684 особи. Основні галузі зайнятості: освіта, охорона здоров'я та соціальна допомога — 34,5 %, мистецтво, розваги та відпочинок — 12,7 %, роздрібна торгівля — 8,8 %, виробництво — 8,3 %.